# Championnats du monde de taekwondo 2022
Navigation
Édition précédente Édition suivante
Les Championnats du monde de taekwondo 2022 se déroulent du 14 au 20 novembre 2022 à Guadalajara au Mexique. 16 épreuves de taekwondo figurent au programme, huit masculines et huit féminines, et classées par catégories de poids.

## Podiums

### Hommes
| Catégorie              | Or                       | Argent                    | Bronze                        |
| ---------------------- | ------------------------ | ------------------------- | ----------------------------- |
| Poids fins (–54 kg)    | Omar Salim (HUN)         | César Rodríguez (MEX)     | Bae Jun-seo (KOR)             |
| Poids fins (–54 kg)    | Omar Salim (HUN)         | César Rodríguez (MEX)     | Chen Po-yen (TPE)             |
| Poids mouches (–58 kg) | Vito Dell'Aquila (ITA)   | Jang Jun (KOR)            | Brandon Plaza (MEX)           |
| Poids mouches (–58 kg) | Vito Dell'Aquila (ITA)   | Jang Jun (KOR)            | Mohamed Khalil Jendoubi (TUN) |
| Poids coqs (–63 kg)    | Liang Yushuai (CHN)      | Niyaz Pulatov (UZB)       | Zaid Al-Halawani (JOR)        |
| Poids coqs (–63 kg)    | Liang Yushuai (CHN)      | Niyaz Pulatov (UZB)       | Joan Jorquera (ESP)           |
| Poids plumes (–68 kg)  | Kwon Do-yun (KOR)        | Bradly Sinden (GBR)       | Reza Kalhor (IRN)             |
| Poids plumes (–68 kg)  | Kwon Do-yun (KOR)        | Bradly Sinden (GBR)       | Javad Aghayev (AZE)           |
| Poids légers (–74 kg)  | Daniel Quesada (ESP)     | Edival Pontes (BRA)       | Firas Katoussi (TUN)          |
| Poids légers (–74 kg)  | Daniel Quesada (ESP)     | Edival Pontes (BRA)       | Stefan Takov (SRB)            |
| Poids welters (–80 kg) | Park Woo-hyeok (KOR)     | Jon Cintado Arteche (ESP) | Mehran Barkhordari (IRN)      |
| Poids welters (–80 kg) | Park Woo-hyeok (KOR)     | Jon Cintado Arteche (ESP) | Seif Eissa (EGY)              |
| Poids moyens (–87 kg)  | Mahdi Khodabakhshi (SRB) | Meng Mingkuan (CHN)       | Nikita Rafalovich (UZB)       |
| Poids moyens (–87 kg)  | Mahdi Khodabakhshi (SRB) | Meng Mingkuan (CHN)       | Bryan Salazar (MEX)           |
| Poids lourds (+87 kg)  | Carlos Sansores (MEX)    | Iván García (ESP)         | Sajjad Mardani (IRN)          |
| Poids lourds (+87 kg)  | Carlos Sansores (MEX)    | Iván García (ESP)         | Song Zhaoxiang (CHN)          |

### Femmes
| Catégorie              | Or                      | Argent                    | Bronze                       |
| ---------------------- | ----------------------- | ------------------------- | ---------------------------- |
| Poids fins (–46 kg)    | Lena Stojković (CRO)    | Rukiye Yıldırım (TUR)     | Huang Ying-hsuan (TPE)       |
| Poids fins (–46 kg)    | Lena Stojković (CRO)    | Rukiye Yıldırım (TUR)     | Andrea Ramírez (ECU)         |
| Poids mouches (–49 kg) | Daniela Souza (MEX)     | Guo Qing (CHN)            | Dunya Abutaleb (KSA)         |
| Poids mouches (–49 kg) | Daniela Souza (MEX)     | Guo Qing (CHN)            | Panipak Wongpattanakit (THA) |
| Poids coqs (–53 kg)    | Makayla Greenwood (USA) | Zuo Ju (CHN)              | Tijana Bogdanović (SRB)      |
| Poids coqs (–53 kg)    | Makayla Greenwood (USA) | Zuo Ju (CHN)              | Ivana Duvančić (CRO)         |
| Poids plumes (–57 kg)  | Luo Zongshi (CHN)       | Lo Chia-ling (TPE)        | Jade Jones (GBR)             |
| Poids plumes (–57 kg)  | Luo Zongshi (CHN)       | Lo Chia-ling (TPE)        | Hatice Kübra İlgün (TUR)     |
| Poids légers (–62 kg)  | Sarah Chaari (BEL)      | Theopoula Sarvanaki (GRE) | Aaliyah Powell (GBR)         |
| Poids légers (–62 kg)  | Sarah Chaari (BEL)      | Theopoula Sarvanaki (GRE) | Feruza Sadikova (UZB)        |
| Poids welters (–67 kg) | Leslie Soltero (MEX)    | Aleksandra Perišić (SRB)  | Cecilia Castro Burgos (ESP)  |
| Poids welters (–67 kg) | Leslie Soltero (MEX)    | Aleksandra Perišić (SRB)  | Milena Titoneli (BRA)        |
| Poids moyens (–73 kg)  | Nadica Božanić (SRB)    | Lee Da-bin (KOR)          | Crystal Weekes (PUR)         |
| Poids moyens (–73 kg)  | Nadica Božanić (SRB)    | Lee Da-bin (KOR)          | Rebecca McGowan (GBR)        |
| Poids lourds (+73 kg)  | Svetlana Osipova (UZB)  | Dana Azran (ISR)          | Lorena Brandl (GER)          |
| Poids lourds (+73 kg)  | Svetlana Osipova (UZB)  | Dana Azran (ISR)          | Marlene Jahl (AUT)           |

## Tableau des médailles
| Rang  | Nation          | Or | Argent | Bronze | Total |
| ----- | --------------- | -- | ------ | ------ | ----- |
| 1     | Mexique         | 3  | 1      | 2      | 6     |
| 2     | Chine           | 2  | 3      | 1      | 6     |
| 3     | Corée du Sud    | 2  | 2      | 1      | 5     |
| 4     | Serbie          | 2  | 1      | 2      | 5     |
| 5     | Espagne         | 1  | 2      | 2      | 5     |
| 6     | Ouzbékistan     | 1  | 1      | 2      | 4     |
| 7     | Croatie         | 1  | 0      | 1      | 2     |
| 8     | Belgique        | 1  | 0      | 0      | 1     |
| 8     | États-Unis      | 1  | 0      | 0      | 1     |
| 8     | Hongrie         | 1  | 0      | 0      | 1     |
| 8     | Italie          | 1  | 0      | 0      | 1     |
| 11    | Grande-Bretagne | 0  | 1      | 3      | 4     |
| 12    | Taipei chinois  | 0  | 1      | 2      | 3     |
| 13    | Brésil          | 0  | 1      | 1      | 2     |
| 13    | Turquie         | 0  | 1      | 1      | 2     |
| 15    | Grèce           | 0  | 1      | 0      | 1     |
| 15    | Israël          | 0  | 1      | 0      | 1     |
| 17    | Iran            | 0  | 0      | 3      | 3     |
| 18    | Tunisie         | 0  | 0      | 2      | 2     |
| 19    | Allemagne       | 0  | 0      | 1      | 1     |
| 19    | Arabie saoudite | 0  | 0      | 1      | 1     |
| 19    | Autriche        | 0  | 0      | 1      | 1     |
| 19    | Azerbaïdjan     | 0  | 0      | 1      | 1     |
| 19    | Égypte          | 0  | 0      | 1      | 1     |
| 19    | Équateur        | 0  | 0      | 1      | 1     |
| 19    | Jordanie        | 0  | 0      | 1      | 1     |
| 19    | Porto Rico      | 0  | 0      | 1      | 1     |
| 19    | Thaïlande       | 0  | 0      | 1      | 1     |
| Total | Total           | 16 | 16     | 32     | 64    |